# Woonpartners Midden-Holland

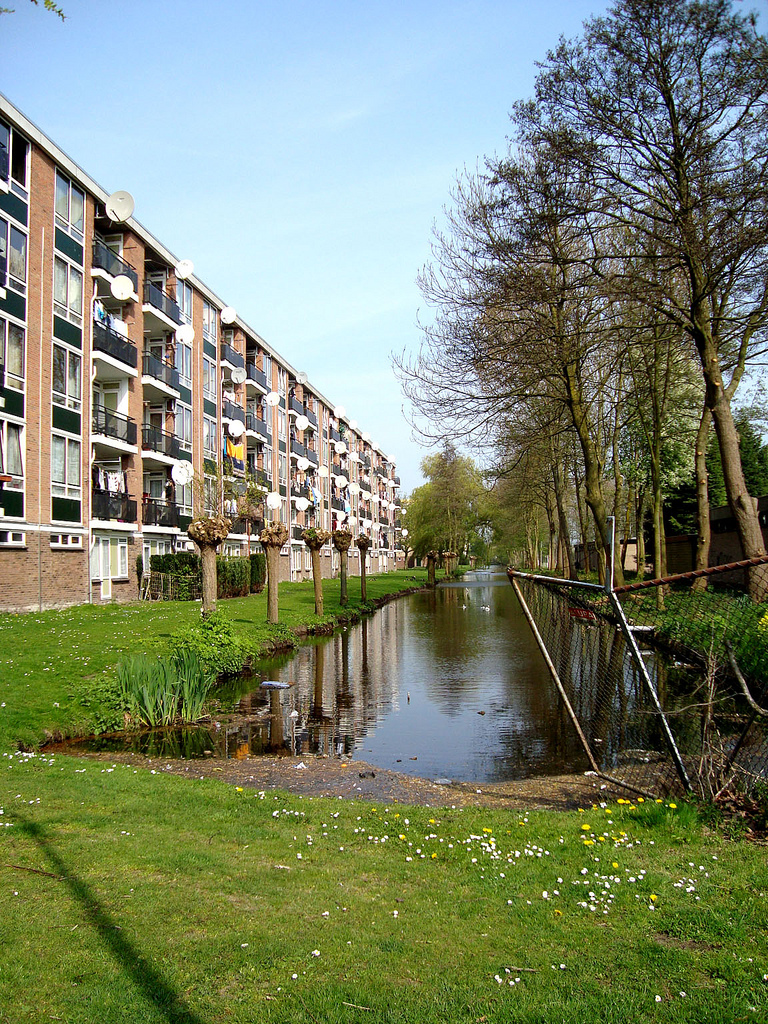
Flat van Woonpartners Midden-Holland aan de Rutgersstraat in Oosterwei, Gouda

Woonpartners Midden-Holland is een woningcorporatie in Zuid-Holland, die woningen verhuurt in Gouda, Waddinxveen, Zuidplas en sinds kort ook in Alphen aan den Rijn. Het hoofdkantoor is gevestigd in Waddinxveen.
Woonpartners Midden-Holland heeft ongeveer 100 medewerkers en verhuurt 8.074 verhuureenheden.